# Christen Friis Rottbøll
Christen Friis Rottbøll, född 3 mars 1727 på Hørbygaard, död 15 juni 1797 i Köpenhamn, var en dansk läkare och botaniker. 
Rottbøll studerade först teologi och tog teologisk ämbetsexamen 1752, men studerade därefter medicin och blev 1754 läkare vid Det Kongelige Vajsenhus, varefter han tog doktorsgraden 1755 (De morbis deuteropathicis seu sympathicis) och utnämndes 1756 till professor designatus i medicin. Åren 1757–61 vistades han utomlands och studerade medicin, kemi och särskilt botanik, varför han vid hemkomsten blev styresman för Köpenhamns universitets botaniska trädgård; dess föreståndare blev han 1770, efter att Georg Christian Oeder hade dragit sig tillbaka. Åren 1762–73 höll han föreläsninger som vikarie för Christian Lodberg Friis, och 1776 ordinarie professor i medicin och 1784 till konferensråd. 
Även om Rottbøll tillhörde den äldre skolan var han på vissa områden långt före sin tid. Detta gäller således hans verksamhet vid den 1755 i Köpenhamn inrättade koppympmningsanstalten, där han reformerade hela den tekniska sidan, avskaffade för- och efterkuren och tilrådde en metodisk försvagning av koppegiften, vilken kunde ske vid dess passage genom organismen. Han hävdar, att denna försvagning äger rum i blodet eller i serum, att febernivån står i förhållande till det inympade ämnets gifthalt, och att immunitet kan inträda utan större allmänsymtom, uppfattningar som erkändes först i den bakteriologiska tidsåldern. Dessa tankar nedlade Rottbøll i Forsøg til en ny Grund-Lære om Koppernes Indpodning (1765), upptagen i skrifter, utgivna av det "Kjøbenhavnske selskab af lærdoms elskere". 
Trots att Rottbølls verksamhet som docent knappast var framstående, var han dock en på många områden mycket kunnig man (inom fysik och matematik), och som botaniker – han var lärjunge till Carl von Linné – nådde han det udmærkede; flera av hans litterära arbeten är artbeskrivningar (halvgräsen). Linnés son uppkallade ett grässläkte efter honom (Rotboellia).
Auktorsnamnet Rottb. kan användas för Christen Friis Rottbøll i samband med ett vetenskapligt namn inom botaniken; se Wikipediaartiklar som länkar till auktorsnamnet.